# Васильев, Владимир Анатольевич (Герой Российской Федерации)
Владимир Анатольевич Васильев (1962—1999) — подполковник ВС РФ, Герой Российской Федерации (2000).

## Биография
Родился 14 апреля 1962 года в Москве. Окончил среднюю школу. В 1980 году призван на службу в Советскую Армию. В 1984 году окончил Московское высшее общевойсковое командное училище. С января 1995 года командовал мотострелковым батальоном 245-го гвардейского мотострелкового полка, дислоцировавшегося в посёлке Мулино Нижегородской области. На этой должности он участвовал в боях первой чеченской войны, в том числе штурме Грозного. В 1998 году окончил Военную академию имени Фрунзе. С 1999 года в должности заместителя командира 245-го мотострелкового полка.
С 16 сентября 1999 года участвовал в боях второй чеченской войны. 1 декабря 1999 года у посёлка Первомайский на подступах к Грозному, когда одна из рот полка оказалась в окружении, организовал переброску подразделений к ней на подмогу и лично возглавил их, прорвав окружение. Несмотря на значительные потери, мотострелки сумели выполнить задачу. В конце боя был убит выстрелом снайпера. Похоронен на Митинском кладбище Москвы.
Указом Президента Российской Федерации от 28 марта 2000 года за «мужество и героизм, проявленные в ходе контртеррористической операции в Северо-Кавказском регионе» гвардии подполковник Васильев Владимир Анатольевич удостоен звания Героя Российской Федерации (посмертно). 
Награждён орденом Мужества и рядом медалей.